# Hippocrateaceae
Hippocrateaceae is een botanische naam, voor een familie van tweezaadlobbige planten. Een dergelijke familie werd vrij regelmatig erkend door systemen voor plantentaxonomie, maar de laatste tijd niet meer. Ook het APG-systeem (1998) en het APG II-systeem (2003) erkennen niet zo'n familie en plaatsen de betreffende planten in de familie Celastraceae.
Het Cronquist systeem (1981) plaatst de familie in de orde Celastrales.